# Xenon (Band)

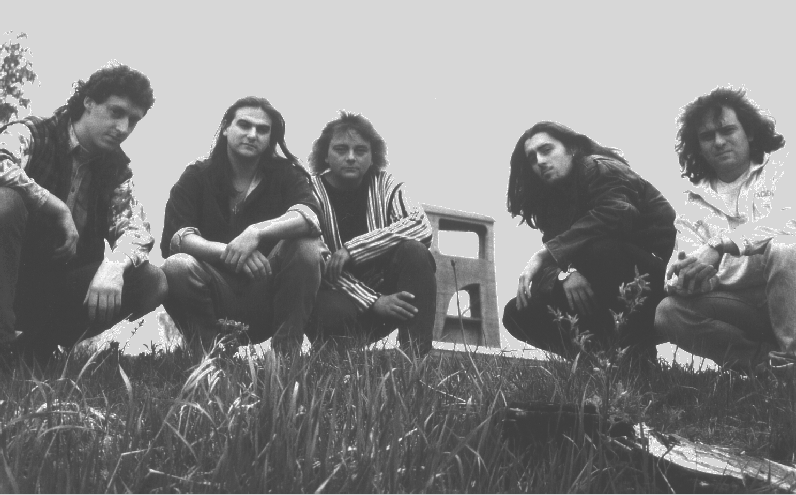
Die Besetzung im Jahr 1996

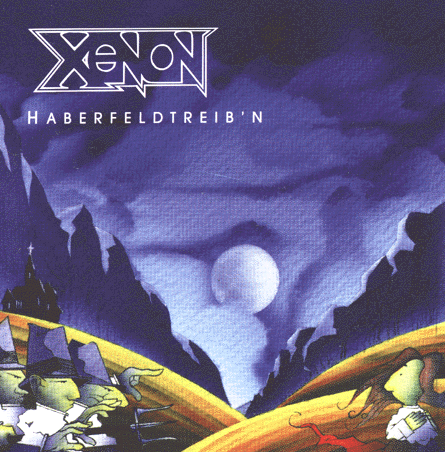
Die CD Haberfeldtreib’n

Xenon war eine Rock-Band aus Miesbach, die in den Jahren nach der Neuen Deutschen Welle vor allem in Bayern und Österreich bekannt wurde.

## Geschichte
Im Jahr 1985 hatten sich einige Mitglieder diverser Landkreisbands zusammengefunden, um ein eigenes Projekt auf die Beine zu stellen. Klaus Kronen (Bass), Georg „Girgl“ Joannidis (Schlagzeug) und Rainer Schmidt als „Smaff“ (Gitarre) gründeten die Band Xenon. Als Sänger wurde der erfahrene Gerhard „Goofy“ Eichner in die Band aufgenommen. Nach einigen Monaten kam aufgrund einer Zeitungsanzeige, der Gitarrist Stefan „Radi“ Buchner hinzu. Einige Wochen danach vervollständigte der Keyboarder Wolfgang „Schmalzi“ Mucha die Band. 
In dieser Besetzung spielte man daraufhin ein Demo ein, mit dem man sich auch beim größten Bandwettbewerb in Bayern (Newcomer) veranstaltet vom größten Münchner Konzertveranstalter "Stimmen der Welt" und der Münchner Boulevardzeitung "AZ" beteiligte. Die Band wurde als eine von sechs Bands zum Siegerkonzert in die Münchner Olympiahalle eingeladen. 
Zu dieser Zeit erfolgte auch der Entschluss, nur noch eigene Songs zu schreiben und das mit bayerischen Texten. Bei den Vorbereitungen für das "Siegerkonzert" stieg dann noch als zweiter Keyboarder und Backgroundsänger Werner Kolb ein, mit dem schon die Demo-Aufnahmen bestritten wurden.
In der Zeit danach spielte die Band in Bayern und trat bei vielen Festivals und Einzelkonzerten auf. Kolb verließ seine Position als Keyboarder und Backgroundsänger ein Jahr später in der Band und übernahm dafür den Posten hinter dem Mischpult. 
Im Sommer 1988 verließ der Schlagzeuger Joannidis die Band und gründete die Band Red Rooster. Nach kurzer Suche war mit Andy Hiermaier ein neuer Schlagzeuger gefunden. 
Mit ihm wurde die zweite Studioproduktion eingespielt. Rekordverdächtige 16 Monate wurde für die Aufnahme von zwei Songs benötigt. Andy Hiermaier verließ danach die Band. Uli Jenne ersetzte ihn als Schlagzeuger. Zwei Wochen nach seinem Beitritt verstarb Rainer Schmidt plötzlich an einem Herzversagen. Nach schwierigen Überlegungen beschloss die Band weiterzumachen.
Für Schmidt spielte und sang nun Wolfgang Hierl. Dies war auch die Besetzung für die erste CD Fuatfahrn, die im Ample-Studio in Weßling aufgenommen und abgemischt wurde. Zum ersten Mal wurde ein engagierter Verlag gefunden, der auch den Vertrieb für Deutschland übernahm und für Österreich einen Vertriebspartner fand. Obwohl sich die CD sehr gut verkaufte, meldete der österreichische Vertrieb neun Monate später Insolvenz an. Trotzdem gelang es der LP, sich auf dem ersten Platz der Rockmusik-Charts des Deutschen Rockmusiker Verbands zu platzieren.
In der Mitte des Jahres 1993 verließ Schlagzeuger Jenne die Band. Kurze Zeit später trat auch Gitarrist Hierl aus der Band aus. Mit Rainer Linseisen am Schlagzeug und Thomas Sittig an der Gitarre und Backgroundgesang wurden diese Positionen wenig später  wieder besetzt. 
Die Proben für die zweite CD begannen. Nach dem Ausstieg von Gründungsmitglied Kronen vervollständigte Edi Effenberger die Band. Er war bereits bei einer Konzertreise nach Kroatien eingesprungen.
Ursprünglich als Live- und Studio-CD konzipiert, fiel der Live-Teil der neuen CD sehr schnell weg, da bei mehrtägigen Auftritten in einem Club das dabei aufgenommene Material zerstört wurde. Im Jahr 1996 kam dann die CD Haberfeldtreib’n heraus. Diese wurde kommerziell erfolgreicher als die erste CD.
Im darauffolgenden Jahr verließ Sittig die Band und für ihn spielte nun Willi Knies an der Gitarre.
Ab der Jahrtausendwende kam es nur noch zu sporadischen Konzerten der Gruppe und die Band wurde im Jahr 2003 nach einem Konzert aufgelöst.

## Diskografie
- Nix anders (Maxi-CD, Rockwerk Records)
- Haberfeldtreib’n (CD, Rockwerk Records)
- Fuatfahrn (CD/MC/LP, Ample Records)
- Der Wächter (Single, BSC Music)
- Sampler (LP, Bogner Records)

## Auszeichnungen
- Newcomer
- Festival "Voci Nuove" Lignano/Italien

## Wichtige Auftritte
- Fernsehen: ARD, BR3, SAT1, Musik-Box, Tele5, Sender Holzkirchen
- Radio: BR3, Radio Gong, Antenne Bayern
- Live: Olympiahalle München, Tollwood, Theatron, Autodrom Rijeka

## Pressestimmen
- "Der Schaum der Alpenrockszene - hart, aber vergnüglich!" AZ, München
- "Gegen XENON ist die Münchner Freiheit eine reine Milchbubiband" Zentralnerv, Musikzentrale Nürnberg
- "Ein Silberstreifen am Horizont des Bayern-Rock" Merkur,  Miesbach
- "Der Knüller des Abends - XENON." Radio Gong
- "Ein ungeschliffener, roher Diamant von höchster Güte" Oberpfälzer Nachrichten
- "Weißbierrocker haben sich in Bayern längst zu mehr als einem Geheimtip gemausert!" Merkur, München

## Belege
- Abendzeitung München z. B. 3. Dezember 1985, 27. Januar 1986
- Theatronauftritte
- Bayerisches Fernsehen z. B. 24. Januar 1986
- Miesbacher Merkur z. B. 11. Juni 1992
- Lui dt. Ausgabe 3`90
- DRMV Bestenliste Pop/Rock LP 1992
- Kreisbote 1992